# Relations entre l'Espagne et la Tunisie
 (février 2025).
La mise en forme du texte ne suit pas les recommandations de Wikipédia : il faut le « wikifier ».
Les points d'amélioration suivants sont les cas les plus fréquents. Le détail des points à revoir est peut-être précisé sur la page de discussion.
- Les titres sont pré-formatés par le logiciel. Ils ne sont ni en capitales, ni en gras.
- Le texte ne doit pas être écrit en capitales (les noms de famille non plus), ni en gras, ni en italique, ni en « petit »…
- Le gras n'est utilisé que pour surligner le titre de l'article dans l'introduction, une seule fois.
- L'italique est rarement utilisé : mots en langue étrangère, titres d'œuvres, noms de bateaux, etc.
- Les citations ne sont pas en italique mais en corps de texte normal. Elles sont entourées par des guillemets français : « et ».
- Les listes à puces sont à éviter, des paragraphes rédigés étant largement préférés. Les tableaux sont à réserver à la présentation de données structurées (résultats, etc.).
- Les appels de note de bas de page (petits chiffres en exposant, introduits par l'outil «  Source ») sont à placer entre la fin de phrase et le point final[comme ça].
- Les liens internes (vers d'autres articles de Wikipédia) sont à choisir avec parcimonie. Créez des liens vers des articles approfondissant le sujet. Les termes génériques sans rapport avec le sujet sont à éviter, ainsi que les répétitions de liens vers un même terme.
- Les liens externes sont à placer uniquement dans une section « Liens externes », à la fin de l'article. Ces liens sont à choisir avec parcimonie suivant les règles définies. Si un lien sert de source à l'article, son insertion dans le texte est à faire par les notes de bas de page.
- La présentation des références doit suivre les conventions bibliographiques. Il est recommandé d'utiliser les modèles {{Ouvrage}}, {{Chapitre}}, {{Article}}, {{Lien web}} et/ou {{Bibliographie}}. Le mode d'édition visuel peut mettre en forme automatiquement les références.
- Insérer une infobox (cadre d'informations à droite) n'est pas obligatoire pour parachever la mise en page.

Pour une aide détaillée, merci de consulter Aide:Wikification.
Si vous pensez que ces points ont été résolus, vous pouvez retirer ce bandeau et améliorer la mise en forme d'un autre article.
Les relations Espagne-Tunisie concerne l'ensemble des relations bilatérales entre l'Espagne et la Tunisie. 
La Tunisie dispose d'une ambassade à Madrid et de deux consulats à Barcelone et Palma de Majorque. L'Espagne dispose d'une ambassade à Tunis. Les deux pays sont membres de l’Union pour la Méditerranée.

## Histoire

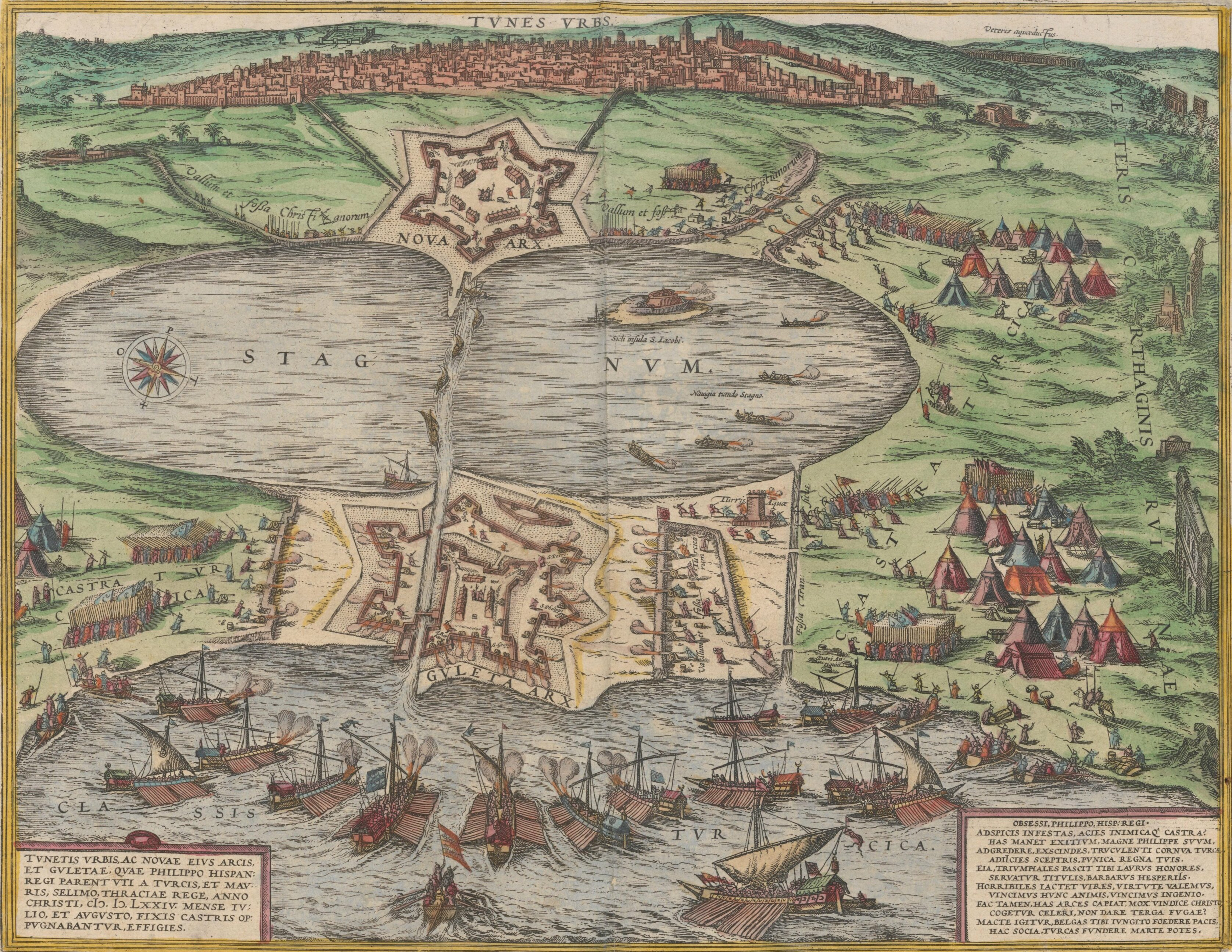
Conquête ottomane de Tunis, 1574.

Avant la conquête ottomane de Tunis en 1574, le royaume hafside (occupant un territoire similaire à la Tunisie actuelle) est un protectorat de la monarchie hispanique (Habsbourgs) au milieu du XVIe siècle pendant quelques années. Avec une présence andalouse sur le territoire de l'actuelle Tunisie depuis au moins le XIIIe siècle, Tunis reçoit un afflux assez important de Morisques expulsés (environ 80 000) de Castille et d'Aragon, à partir de 1609. Le gouverneur de Tunis Othman Dey leur facilite alors les choses et ils reçoivent des cours de langue arabe et de religion islamique. Les Morisques exilés revitalisent l'économie et la vie culturelle tunisienne.
Le Royaume d'Espagne, gouverné par les Bourbons, et la Régence de Tunis, gouvernée par les Husseinites, signent un traité de paix et de commerce en 1791.
En 1957, soit un an après l'indépendance de la Tunisie, le dictateur espagnol Francisco Franco accueille le président tunisien Habib Bourguiba avec les honneurs. Cette rencontre se déroule malgré des relations initialement limitées au début du XXe siècle, en raison de l'influence française au Maghreb et des tendances socialistes du parti indépendantiste Néo-Destour. De plus, les relations parfois tendues entre la Tunisie et l'Égypte, un allié arabe important de l'Espagne, ralentissent ce rapprochement. Les deux dirigeants tentent de maintenir des relations bilatérales amicales pendant le reste de leur mandat.
En 2011, le Premier ministre espagnol José Luis Rodríguez Zapatero devient le premier dirigeant étranger à visiter la Tunisie après la révolution tunisienne. Zapatero annonce que l'Espagne enverra une aide humanitaire supplémentaire, aidera la Tunisie à contrôler l'afflux de migrants en provenance de Libye et déclare que l'Espagne soutiendra l'aide économique internationale pour aider la Tunisie à se remettre de la crise financière. En mars 2012, la Tunisie rend visite au ministre des Affaires étrangères et de la Coopération, José Manuel García-Margallo. En juin 2014, il effectue une nouvelle visite et le Secrétaire d'état chargé des relations extérieures effectue une autre visite en avril 2015. 
La bonne harmonie politique entre les deux pays repose sur des priorités et des perceptions communes sur divers points, notamment la stabilité et la sécurité en Méditerranée. Le Traité d'amitié, de bon voisinage et de coopération (signé en 1995 et ratifié en 1996), est le premier que la Tunisie a signé avec un pays de l'Union européenne. La bonne image dont jouit l'Espagne en Tunisie est due à des raisons historiques (les « Andalous », comme sont appelés ici les Maures qui se sont installés sur ces terres, ont apporté savoir et richesse et restent un signe de distinction), de proximité géographique et d'adéquation des intérêts stratégiques, ainsi que d'échanges touristiques.

## Relations économiques
Les échanges commerciaux entre les deux pays, bien qu'ayant montré une augmentation au cours des années 2010, sont loin de ceux des principaux concurrents européens de l'Espagne, qui sont la France, l'Italie et l'Allemagne. En 2013, les exportations espagnoles vers la Tunisie atteignent 905 millions d'euros, soit une baisse de 9% par rapport à l'année précédente. Les importations diminuent de 2,6% à 560 millions d'euros. Le taux de couverture est alors de 162 %.
En 2014, l’Espagne était le septième fournisseur, avec une part de marché de 4,1 % ; et le cinquième client, avec une part de marché de 3,5 %. En ce qui concerne les échanges de la Tunisie avec l'UE, elle se classe au quatrième rang par rapport aux autres pays dans les deux catégories (Source : Institut National de la Statistique de Tunisie).
En 2014, les exportations espagnoles vers la Tunisie ont atteint 911,7 millions d'euros, avec une légère augmentation de 0,7% par rapport à l'année précédente. Les importations ont quant à elles diminué de 27,5%, atteignant une valeur de 405,7 millions d'euros. Le taux de couverture était de 224,7 %.
Du côté des exportations, on distingue : les carburants et huiles de pétrole (23 %) ; les automobiles et leurs composants (8 %) ; les céréales, notamment le blé (5,5 %) ; les tissus d'habillement (4,4 %) ; les équipements électriques (4 %) ; les produits sidérurgiques et leurs produits finis (3,9 %).
Parmi les importations figuraient : les carburants et lubrifiants (18,4 %) ; les vêtements féminins (15,8 %) ; les mollusques et crustacés congelés (9 %) ; les vêtements masculins (7,6 %) ; les vêtements de toilette intimes (7,2 %) ; les équipements électriques (4 %).
Du point de vue espagnol, en 2013, la Tunisie se positionne en 41e position et est notre 56e fournisseur. Du point de vue espagnol, la Tunisie est en 2014 le 44ème plus gros client et le 69ème fournisseur. La balance des services bilatéraux reste favorable à l'Espagne grâce au secteur des transports.

## Coopération
En novembre 2013, le Bureau de coopération technique est fermé. À partir de cette date, le suivi du programme de coopération en Tunisie est assuré par le Chef de la Coopération espagnole à l'Ambassade d'Espagne en Tunisie.
Le cadre de travaille principal de la Coopération espagnole en Tunisie est celui que constitue le Programme Masar, un programme d’accompagnement des processus de gouvernance démocratique dans le monde arabe. Depuis la révolution de 2011, les efforts en Tunisie se sont concentrés sur le soutien aux initiatives de la société civile et le renforcement de la gouvernance démocratique.